# Georg-von-Neumayer-Station

Briefmarke „Polarforschung“ der Deutschen Bundespost von 1981 mit einer Darstellung der Georg-von-Neumayer-Station

Die Georg-von-Neumayer-Station war die erste Überwinterungsstation der Bundesrepublik Deutschland in der Antarktis. Sie wurde in der Antarktis-Saison 1980/1981 auf dem Ekström-Schelfeis an der Atka-Bucht etwa sieben Kilometer von der Schelfeiskante entfernt errichtet und am 3. März 1981 offiziell ihrer Bestimmung übergeben. Sie wurde nach dem deutschen Polarforscher Georg von Neumayer (1826–1909) benannt. Bei der Wahl des Standortes spielte der Zufall eine Rolle: Der eigentlich anvisierte Standort auf dem Filchner-Rönne-Eisschelf konnte mit dem Schiff wegen schwieriger Eislage nicht erreicht werden.

## Wissenschaftliche Observatorien
Die Georg-von-Neumayer-Station fungierte als wissenschaftliches Observatorium für Geophysik, Meteorologie und Luftchemie sowie als logistische Basis für Sommerexpeditionen. Seit dem 28. Januar 1981 wurden an der Station alle drei Stunden Wetterbeobachtungen durchgeführt. Ein Jahr nach der Eröffnung der Georg-von-Neumayer-Station wurde das geophysikalische Observatorium in Betrieb genommen. Das erste Spurenstoff-Observatorium wurde 1983 auf Initiative des Instituts für Umweltphysik der Universität Heidelberg an der Georg-von-Neumayer-Station errichtet.

## Technischer Aufbau
Die Station bestand aus zwei je 50 m langen, 6,70 m hohen und 7,70 m breiten Stahlröhren, in die die eigentliche Station aus Isonormcontainern (5,81 × 2,19 × 2,28 m) hineingebaut wurde. Die Container waren aneinandergekoppelt und mittels eines durchlaufenden Innengangs verbunden. Die Station verfügte über Funkeinrichtung, Messe und Küche, Toiletten, Waschraum und Wasseraufbereitung. Die zwei Kraftstationen verfügten jeweils über zwei 75 kVA Dieselgeneratoren. Diese dienten als KWK-Anlage über Wärmetauscher auch der Wärmeversorgung und der Wasserschmelze (100 l/h) für Küche, Toiletten, Waschraum mit sporadischem Duschbedarf. Die Station war mit Feuermelde- und Halonlöschanlage sowie tragbaren Feuerlöschern ausgestattet – der passive Brandschutz wurde durch unbrennbares Baumaterial, Fluchtwege, fünf Notausstiege, Notsender und Überlebensinsel mit drei Biwakschachteln im Außenbereich sichergestellt.

## Nachfolgestationen
Da die Station im Laufe der Jahre aufgrund ihrer Wärmeentwicklung sowie des Schneezutrags immer tiefer ins Eis eingesunken war, wurde sie 1993 durch die einige Kilometer südöstlich gelegene Neumayer-Station II ersetzt, die weiter landeinwärts errichtet wurde, so dass kein Abbruch von der Eiskante drohte. Gegenüber der Vorgängerstation war sie erheblich bequemer dimensioniert, bot mehr Vorratsräumlichkeiten und bessere Labor-Arbeitsbedingungen. 2008 wurde mit dem Bau der Neumayer-Station III begonnen, die am 20. Februar 2009 die Neumayer-Station II ablöste.